# Hay amores y amores
Hay amores y amores es el título del 21°. álbum de estudio grabado por la artista española Rocío Dúrcal. Fue lanzado al mercado bajo el sello discográfico BMG U.S. Latin el 25 de abril de 1995. 
Fue dirigido y realizado por el cantautor y productor musical argentino Roberto Livi y co-producido por el español Rafael Ferro García, ambos autores de los temas del álbum. 
El álbum fue nominado a los Premio Grammy al Mejor Álbum de Pop Latino en la 38°. edición anual de los Premios Grammy celebrada el miércoles 28 de febrero de 1996, consagrándose así como unas de las mejores producciones latinas de ese año, por su éxito, amplias ventas y varios premios importantes dentro de ellos el "Premios ACE" (Asociación de Cronistas de Espectáculos de Nueva York), a "Mejor tema" por la canción "Hay amores y amores" y "Mejor intérprete femenina" y el "Premios Aplauso" como "Mejor canción Del año" por el tema "Cómo han pasado los años". En ese mismo año la intérprete recibe en Venezuela el premio "Orquídea de Platino", instituido por el canal de televisión Venevisión en la ciudad de Maracaibo, como homenaje por su amplia trayectoria artística, siendo por ello, la primera artista en recibirlo, por otra parte recibió la "Estrella en la Plaza Galerías" otorgamiento que fue entregado en la Ciudad de México y el reconocimiento por sus "35 Años de carrera artística" por parte de la ANDA (Asociación Nacional de Actores de México), entre otros.
Seis de los diez temas del álbum se lanzaron como sencillos, pero el más exitoso fue el primero que se lanzó, titulado "Vestida de blanco" convirtiéndose en gran éxito en Latinoamérica, España y Estados Unidos donde logró ocupar el tercer puesto en la Billboard Hot Latin Tracks y el sexto puesto en el Billboard Latin Pop Airplay. Los otros sencillos también lograron ocupar los primeros lugares dentro de los listados musicales de Billboard y el álbum también logró su mayor posición en Latin Pop Albums llegando al quinto puesto en la lista.

## Lista de canciones
|     | Título                   | Compositor(es)                     | Duración |
| --- | ------------------------ | ---------------------------------- | -------- |
| 1.  | Cómo han pasado los años | Roberto Livi / Rafael Ferro García | 3:33     |
| 2.  | Corazón sufrido          | Roberto Livi / Rafael Ferro García | 3:07     |
| 3.  | Qué de mí                | Roberto Livi / Rafael Ferro García | 4:09     |
| 4.  | Vestida de blanco        | Roberto Livi                       | 3:21     |
| 5.  | De menos a más           | Rafael Ferro García                | 4:22     |
| 6.  | De qué estoy hecha       | Roberto Livi / Rafael Ferro García | 3:39     |
| 7.  | Hay amores y amores      | Roberto Livi / Alberto Campoy      | 3:22     |
| 8.  | Culpa de un palomo       | Roberto Livi / Rafael Ferro García | 3:10     |
| 9.  | Frases hechas            | Roberto Livi                       | 4:29     |
| 10. | La tercera es la vencida | Roberto Livi / Bebu Silvetti       | 4:22     |

## Premios y logros obtenidos por el álbum
- Medalla "Agustín Lara" Presea que entregan los compositores a un intérprete.
- Reconocimiento por sus "35 años de carrera artística" por parte de la ANDA (Asociación Nacional de Actores de México).
- "Diploma de Honor" como una de las artistas más queridas que han llegado a México, por parte de la "Asociación de Periodistas Cinematográficos de México".
- Premio "Orquídea de Platino", instituido por Venevisión en la ciudad de Maracaibo, como un homenaje por su amplia y brillante trayectoria artística, siendo por ello, la primera artista en recibirlo.
- Otorgamiento de la "Estrella en la Plaza Galerías" en la Ciudad de México.

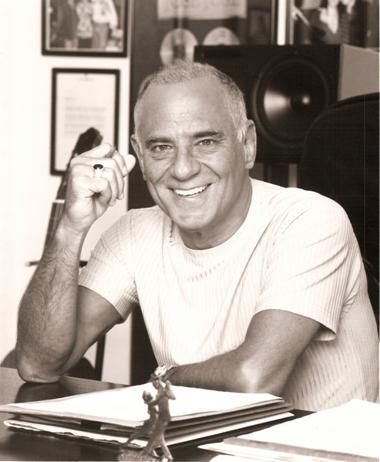
Roberto Livi Productor de los álbumes "Hay amores y amores" y "Para toda la vida" de la cantante Rocío Dúrcal

- Premios ACE (Asociación de Cronistas del Espectáculo de Nueva York)

| Año  | Intérprete          | Categoría                  | Resultado |
| ---- | ------------------- | -------------------------- | --------- |
| 1996 | Rocío Dúrcal        | "Mejor intérprete del año" | Ganadora  |
| Año  | Canción             | Categoría                  | Resultado |
| 1996 | Hay amores y amores | "Mejor tema del año"       | Ganador   |

- Premio Aplauso (Miami)

| Año  | Canción                  | Categoría            | Resultado |
| ---- | ------------------------ | -------------------- | --------- |
| 1996 | Cómo han pasado los años | "Mejor tema del año" | Ganador   |

- Grammy Award

| Año  | Álbum               | Categoría              | Resultado |
| ---- | ------------------- | ---------------------- | --------- |
| 1996 | Hay amores y amores | "Best Latin Pop Album" | Nominado  |

## Listas musicales
| Año  | Sencillo                   | Lista                    | Mejor Posición |
| ---- | -------------------------- | ------------------------ | -------------- |
| 1995 | "Vestida de blanco"        | Hot Latin Tracks         | 3              |
| 1995 | "Vestida de blanco"        | Latin Pop Airplay        | 6              |
| 1995 | "Vestida de blanco"        | Regional Mexican Airplay | 11             |
| 1995 | "Cómo han pasado los años" | Hot Latin Tracks         | 17             |
| 1995 | "Cómo han pasado los años" | Latin Pop Airplay        | 4              |
| 1996 | "Qué de mí"                | Latin Pop Airplay        | 7              |

| Año  | País           | Lista                      | Mejor Posición |
| ---- | -------------- | -------------------------- | -------------- |
| 1995 | Estados Unidos | Billboard Latin Pop Albums | 5              |
| 1995 | Estados Unidos | Billboard Top Latin Albums | 20             |

## Certificaciones
| País           | Certificación    |
| -------------- | ---------------- |
| México         | Disco de Platino |
| México         | 2x Disco de Oro  |
| Estados Unidos | Platinum (Latin) |
| Estados Unidos | Gold (Latin)     |
| España         | Disco de oro     |
| Venezuela      | Disco de oro     |

## Músicos
- Rocío Dúrcal (Voz).
- Grant Geissman (Guitarra).
- Pavel Farkas (Concertino).
- Teddy Mulet (Trompeta).
- Rafael Ferro (Piano, teclados).
- Lester Méndez (Teclados).
- Julio Hernández (Bajo).
- Lee Levin (Batería).
- Rafael Padilla (Percusión).
- Jeanny Cruz, Rita Quintero, George Noriega, Raúl Midón, Paul Hoyle, Rodolfo Castillo, Wendy Pedersen (Coros).